# Beesel
Beesel este o comună și o localitate în provincia Limburg, Țările de Jos.

## Localități componente
Beesel, Offenbeek, Reuver